# Delta Motor Group
Delta Motor Group ist ein Automobilhändler für verschiedene Marken mit Geschäftssitz in Espoo in Finnland. Die Holding entstand aus dem Unternehmen Konela.

## Geschichte
Die Ursprünge des Unternehmens reichen in den November 1937 zurück. In den 1970er Jahren gehörte Konela mit Fahrzeugen der Marke Lada zu den führenden Automobilhändlern in Finnland. Anfang der 1990er Jahre kamen  über die Tochtergesellschaft Italkon Oy die Marken Lancia, Fiat und Alfa Romeo hinzu.
Im Jahr 1997 wurde das Unternehmen in Delta-Auto umbenannt. Im Internet firmierte es noch mindestens bis 2002 unter der Domain des alten Namens.
Bereits seit 2001 werden über Delta Mazda-Modelle verkauft. Im Jahr 2004 führte Delta die Marke Kia auf dem finnischen Markt ein. Der Import von Fiat endete wiederum im September 2009.
Vom Sommer 2009 bis zum Frühjahr 2010 durchlief das Unternehmen ein Insolvenzverfahren. Im Jahr 2009 erhielt Delta zudem eine britische Kapitalgesellschaft als neuen Mehrheitsaktionär (95 %). Im Jahr 2010 erwarb Delta die restlichen Anteile (5 %) seines Minderheitsaktionärs Lada International Ltd.
Das Portfolio wurde 2011 um Mitsubishi (Personenkraftwagen und Pickups) erweitert. Im Jahr 2012 stellte Delta dagegen den Verkauf von Autos der Marke Lada ein.
Im Jahr 2018 veräußerte Delta den Vertrieb der Marken Kia und Mitsubishi an Bergé Auto. Derzeit werden auch die Marken Opel (über Delta-Auto) sowie BMW über die Tochtergesellschaft Delta Bavaria geführt.
Im Jahr 1999 hatte das Unternehmen 443 Mitarbeiter und einen Jahresumsatz von 192 Millionen EUR. Der Umsatz 2016 belief sich bei 560 Mitarbeitern auf 543 Millionen EUR. Im Folgejahr (2017) generierte das Unternehmen einen Umsatz von rund 400 Mio. EUR.
Im Jahr 2018 hatte Delta Auto 20 Niederlassungen.

## Nutzfahrzeuge
Zum Portfolio von Delta gehörten auch Nutzfahrzeuge von Iveco und Irisbus. Delta Trucks Oy, eine Tochtergesellschaft für den Import von Lastkraftwagen, nahm ihren Betrieb 2002 auf und führte ihren Betrieb bis Anfang 2010 fort, als es von Raskone Oy übernommen wurde.

## Quelle
- Delta Motor Group – 75 vuotta Suomen automarkkinoilla. In: deltamotorgroup.fi. Abgerufen am 22. März 2019 (finnisch).